# Alexander Koch
Alexander Koch (* 22. února 1969 Bonn, Německo) je bývalý západoněmecký a německý sportovní šermíř, který se specializoval na šerm fleretem. Západní Německo a sjednocené Německo reprezentoval na konci osmdesátých a v devadesátých letech. Na olympijských hrách startoval v roce 1992 v soutěži družstev a v roce 1996 soutěži jednotlivců a družstev. V roce 1989 a 1993 získal titul mistra světa v soutěži jednotlivců. S německým družstvem fleretistů vybojoval na olympijských hrách 1992 zlatou olympijskou medaili a v roce 1993 vybojoval s družstvem titul mistrů světa.